# Paoletta Magoni
Paoletta »Paola« Magoni-Sforza, italijanska alpska smučarka, * 14. september 1964, Selvino, Italija.
Na Olimpijskih igrah 1984 je osvojila naslov olimpijske prvakinje v slalomu, na Svetovnem prvenstvu 1985 pa v isti disciplini še bron. V svetovnem pokalu je tekmovala devet sezon med letoma 1980 in 1988 ter dosegla eno zmago in še dve uvrstitvi na stopničke. V skupnem seštevku svetovnega pokala se je najvišje uvrstila na 24. mesto leta 1985, ko je osvojila osmo mesto v slalomskem seštevku.